# Gartenwolfspinne
Die Garten- oder Weingarten-Wolfspinne (Pardosa hortensis) ist eine Webspinne aus der Familie der Wolfspinnen (Lycosidae). Anders, als es ihr erster Trivialname vermuten lässt, ist sie in Gärten selten anzutreffen.

## Merkmale

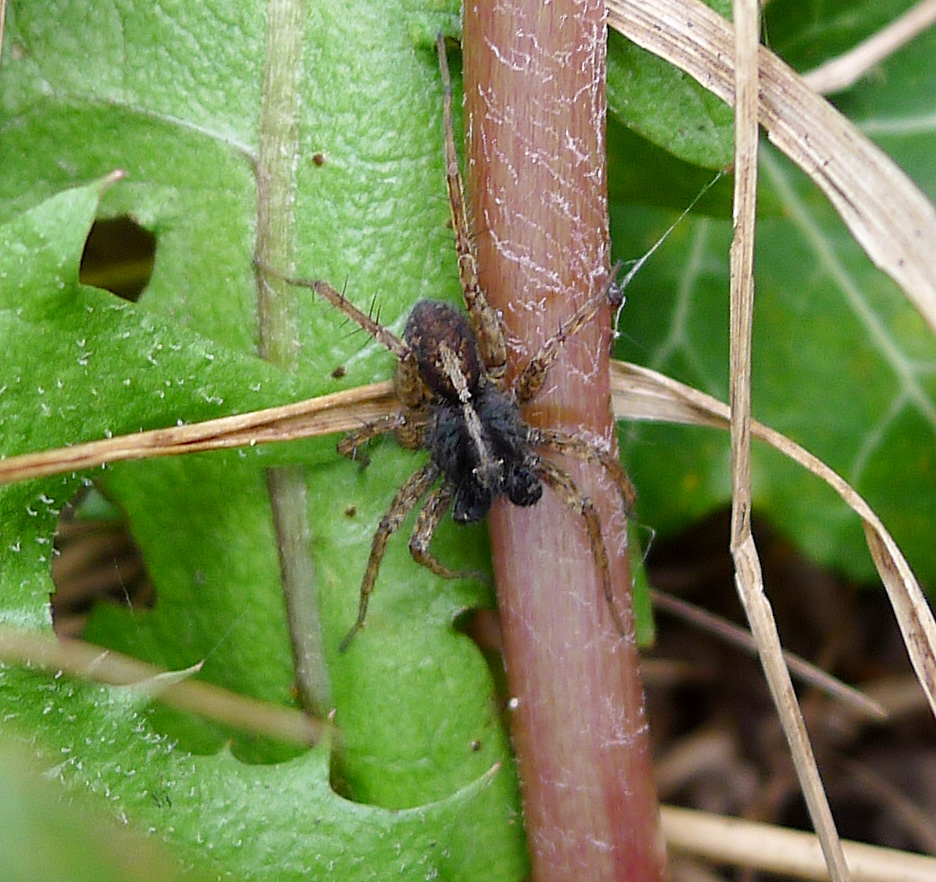
Männchen, vermutlich von der Gartenwolfspinne

Das Weibchen der Gartenwolfspinne erreicht eine Körperlänge von 4,5 bis sechs und das Männchen eine von 3,5 bis 4,5 Millimetern. Damit zählt die Gartenwolfspinne wie alle Arten der Gattung zu den kleineren Wolfspinnenarten. Die Art besitzt eine graubraune oder seltener auch dunkelbraune Grundfarbe. Wie bei den anderen Arten der Gattung Pardosa ist auch bei der Gartenwolfspinne im Zentrum des Prosomas ein helleres Längsband vorhanden. Dieses ist bei der Gartenwolfspinne vorne dunkler und darüber hinaus dort auch verbreitert. Auch sind bei der Art Seitenbänder vorhanden, die allerdings undeutlich und stellenweise unterbrochen sind. Das Sternum ist dunkelbraun gefärbt und im Zentrum manchmal etwas aufgehellt. Der Opisthosoma ist mit feinen Härchen überzogen, die vorne ein helles Herzmal und im hinten eine Doppelreihe dunkler Flecken bilden. Dies ist allerdings beim Männchen weniger deutlich, da hier im vorderen Bereich die Härchen dichter und mit dem Herzmal verschmolzen und im hinteren Bereich weniger dicht sind. Die Beine sind hellbraun und besitzen je nach Geschlecht unterschiedlich viele dunkelbraune Ringel. Beim Weibchen treten die Ringel im Bereich der Femura, der Tibien und der Metatarsi auf. Beim Männchen sind lediglich die Femura geringelt.

### Ähnliche Arten
Die Gartenwolfspinne ähnelt mitunter anderen Arten der Gattung, darunter besonders der Dunklen Wolfspinne (P. amentata). Allerdings ist die Gartenwolfspinne etwas heller als diese.

## Vorkommen
Die Gartenwolfspinne ist von Europa mit dem Verbreitungsschwerpunkt in Südeuropa (in Mittel- und Osteuropa und Großbritannien ist sie nicht häufig) über weite Teile Asiens, darunter der Türkei, Kaukasien, den Iran, Russland (bis Südsibirien) und Japan verbreitet. In Deutschland besiedelt sie vor allem die Mittelgebirge und fehlt praktisch im norddeutschen Tiefland, im Osten und Südosten Deutschlands.
Als wärmeliebende Art bewohnt sie Magerrasen, Halb- und Trockenrasen, Weinberge, Zwergstrauchheiden und trockene Ruderalflächen und bevorzugt diese gegenüber Gartenanlagen. Die Gartenwolfspinne kann bis zu einer Höhe von 1.500 Metern angetroffen werden.

### Bedrohung und Schutz
Die Gartenwolfspinne ist an geeigneten Standorten und besonders in Südeuropa häufig anzutreffen. In Deutschland bewohnt die Art überwiegend die Mittelgebirge. Nördlicher wird die Gartenwolfspinne seltener oder tritt gar nicht mehr auf. Von der IUCN wird die Art nicht gewertet.

## Lebensweise
Wie fast alle Wolfspinnen jagt auch die Gartenwolfspinne frei umherlaufend oder als Lauerjäger und ohne Fangnetz. Als Beutetiere kommen bevorzugt andere Gliederfüßer in passender Größe in Frage.

### Fortpflanzung

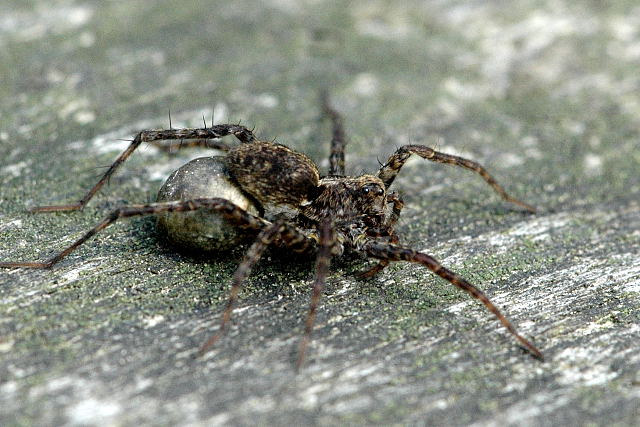
Weibchen mit Eikokon

Wie bei allen Wolfspinnen heftet das Weibchen nach der Paarung seinen angefertigten Eikokon an seine Spinnwarzen und trägt diesen mit sich herum. Genauso halten sich auch hier die geschlüpften Jungtiere auf dem Opisthosoma der Mutter auf und verbleiben dort für etwa eine Woche, ehe sich diese verselbstständigen und aufwachsen. Ausgewachsene Exemplare der Gartenwolfspinne können zwar ganzjährig, aber bevorzugt ab Ende März bis in den Oktober hinein angetroffen werden.

## Systematik
Die Gartenwolfspinne erhielt wie viele Wolfspinnen mehrfache Umbezeichnungen. Erstbeschreiber Tord Tamerlan Teodor Thorell bezeichnete die Art 1872 als Lycosa hortensis. Ihre heute gültige Bezeichnung erhielt die Art erstmals unter Eugène Simon 1876. Seit einer erneuten Benutzung dieses Artennamens von Jacobus Theodorus Wiebes im Jahr 1959 wird er ausschließlich für die Gartenwolfspinne verwendet.

## Galerie

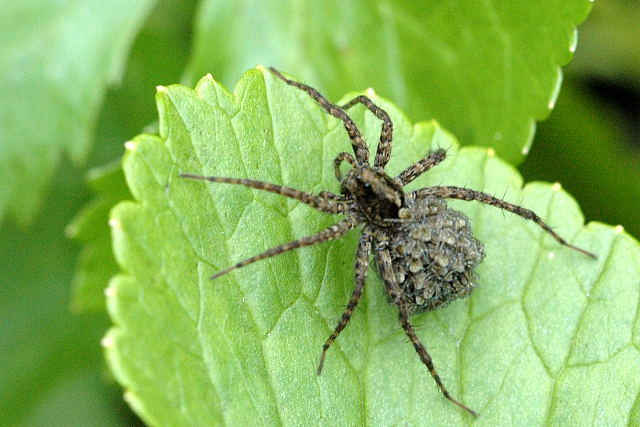
Weibchen mit Jungtieren